# Distenia fulvipennis
Distenia fulvipennis es una especie de escarabajo longicornio del género Distenia, categorizada en la tribu Disteniini, de la orden Coleoptera. Fue descrita por Gressitt en 1935.

## Descripción
Mide 19,5 mm de longitud.

## Distribución
Se distribuye por Tailandia.